# Жмайель, Соланж
Соланж Жмайель (араб. صولانج الجميل‎;
1949, Бейрут) — ливанская политическая деятельница, член партийного руководства Катаиб. В 2005—2009 депутат парламента Ливана. Вдова Башира Жмайеля, мать Надима Жмайеля.

## Ранние годы
Родилась в семье бейрутского врача Леона Тутунжи — активного члена партии Катаиб, соратника Пьера Жмайеля. В доме Тутунжи регулярно бывал Башир Жмайель, с которым Соланж была знакома с детства.
Соланж Тутунжи придерживалась правохристианских националистических и антикоммунистических взглядов. В 15-летнем возрасте вступила в партию Катаиб. Постепенно выдвинулась в фалангистском партийном активе.

## Брак с Баширом Жмайелем
В 1977 году, во время гражданской войны, Соланж Тутунжи вышла замуж за Башира Жмайеля — к тому времени командующего фалангистской милицией и Ливанскими силами. При замужестве приняла фамилию Жмайель и маронитское исповедание. Стала членом семейного клана Жмайелей.
Семейная жизнь Соланж с Баширом носила отпечаток войны и потому сложилась драматично и трагически. Первая дочь Майя, рождённая в 1978 году, погибла в возрасте полутора лет — в автомобиле Башира сработало заготовленное для него взрывное устройство.
Тогда же, в 1980, родилась дочь Юмна, в 1982 — сын Надим. Через несколько месяцев после рождения сына Башир Жмайель, к тому времени избранный президентом Ливана, погиб в результате теракта.

## Радикальная фалангистка
После гибели мужа Соланж Жмайель объявила о намерении продолжать дело фалангистского «президента навеки». Она основала и возглавила Фонд Башира Жмайеля. Придерживалась в Катаиб традиционной фалангистской линии в духе Башира и Пьера.

Ещё одна сила, с которой нужно считаться — Соланж, вдова Башира Жмайеля, которая стала символом бескомпромиссоной маронитской воинственности.

В период сирийской оккупации Ливана Соланж Жмайель находилась в жёсткой оппозиции, требовала вывода сирийских войск и восстановления ливанского суверенитета. Участвовала в акциях протеста, выступала на антисирийских митингах. Резко критиковала тогдашнее руководство Катаиб, особенно Карима Пакрадуни, за просирийскую позициию, измену заветам Жмайелей. Соланж Жмайель выступала значительно радикальнее, чем её деверь Амин Жмайель, являвшийся тогда лидером традиционалистов Ливанской фаланги. Резкость Солнаж Жмайель сравнивалась с Сетридой Джааджаа, женой Самира Джааджаа, находившегося тогда в заключении.
В ближневосточной и международной политике Соланж Жмайель придерживалась прозападных позиций. В 2003 году она решительно поддержала вторжение США в Ирак, назвав его историческим шагом в борьбе против терроризма, за свободу и демократию.

## Депутат и политик
Соланж Жмайель приветствовала Кедровую революцию 2005 года, после которой из Ливана были выведены сирийские войска. На парламентских выборах 2005 она была избрана в парламент Ливана как представитель Катаиб от столичного округа. На выборах 2009 года сняла кандидатуру в пользу Надима Жмайеля.
В партии Катаиб Соланж Жмайель придерживается жёсткой фалангистской линии, позиционируется как хранительница наследия Башира Жмайеля. Дочь Юмна Жмайель и сын Надим Жмайель — также видные политики Катаиб.